# SL2S J08544-0121
SL2S J08544-0121, soprannominato Bullet Group, è un gruppo di galassie formatosi dalla fusione di due gruppi di galassie interagenti, nel quale la collisione avviene a velocità estremamente elevate. Come risultato appare evidente la separazione tra la materia oscura e la materia barionica. Nelle immagini è possibile individuare le due componenti galattiche mentre il gas in espansione avvolge tutto. Al momento risulta essere uno dei pochi gruppi di galassie a mostrare questa chiara separazione tra le componenti di materia oscura e materia barionica. 
È soprannominato Bullet Group per la sua somiglianza al Bullet Cluster ma da cui differisce soprattutto per le dimensioni in quanto quest'ultimo è un ammasso di galassie. Questa distribuzione delle galassie di tipo bimodale fu scoperta nel 2008. SL2S J08544-0121 funge anche da lente gravitazionale permettendo di individuare alle sue spalle galassie remote con redshift di z=~1,2.

## Caratteristiche
Attualmente, tra i gruppi e ammassi che evidenziano la separazione tra le varie componenti della materia, SL2S J08544-0121 risulta il più piccolo.
Il gruppo ha una galassia ellittica dominante situata in una delle due componenti galattiche, mentre l’altra componente contiene due grandi galassie luminose non dominanti. Il raggio apparente del gruppo è di 200 arcosecondi ed il raggio viriale è di 1 Megaparesc.